# João Manuel Bernardo
João Manuel Bernardo é um político e diplomata angolano. É o embaixador de Angola na República Socialista do Vietname. Ele visitou a China em novembro de 2007.
Foi Ministro da Educação da República de Angola de 1992 a 1996.